# The Substitute (Glee)
«The Substitute» es el vigésimo noveno episodio de la serie de televisión Glee, y el séptimo episodio de su segunda temporada. Fue estrenado en Estados Unidos el 16 de noviembre de 2010 por la cadena Fox. La actriz Gwyneth Paltrow participó en este episodio como estrella invitada. Interpretó a una profesora sustituta de español llamada Holly Holliday. En el interín se enferma el director del coro New Directions, Will Schuester, y Holliday lo sustituye también a él. Se rumoreaba que Charice Pempengco y Cheyenne Jackson originalmente iban a aparecer en este episodio, interpretando a Sunshine Corazón y Dustin Goolsby respectivamente, pero luego el rumor fue desmentido al ser estrenado el episodio.[cita requerida]

## Argumento
La entrenadora Sue Sylvester es nombrada directora del instituto William McKinley tras haber contagiado de gripe al director Figgins (Iqbal Theba). También contagió a Will Schuester, el profesor de canto. Él se queda en su casa para curarse y su exesposa Terri (Jessalyn Gilsig), aprovecha la situación para cuidarlo. Terminan durmiendo juntos.
Rachel Berry (Lea Michele) intenta hacerse cargo del coro, pero el resultado es un caos. A petición de Kurt Hummel, la profesora de canto interina va a ser Holly Hollyday. Sus métodos pedagógicos no convencionales incluyen desde discutir la rehabilitación de Lindsay Lohan y cantar «Conjunction Junction» en su clase de español, así como jugar juegos de rol interpretando a la bipolar Mary Todd Lincoln en la clase de historia. Cuando Holly llega por primera vez al ensayo del coro, sus miembros quedan impresionados por su interpretación del tema «Forget You» de Cee-Lo Green. Rachel se enfada y se preocupa de que Holly pueda ser incapaz de prepararlos lo suficiente para el concurso local que se aproxima. Holly más tarde hace un dueto con ella interpretando «Nowadays/Hot Honey Rag» de Chicago.
Kurt deja de lado a su mejor amiga Mercedes a favor de su nuevo amigo Blaine (Darren Criss). Cuando los tres salen a cenar la conversación está dominada por los dos jóvenes hablando sobre los homosexuales y los íconos gais. Kurt también la excluye cuando trata de armar una cita con un jugador de fútbol bajo el argumento de que ambos son negros. Mercedes se siente ofendida. 
Sue comienza una iniciativa de alimentación saludable por lo que declara la prohibición de comer patatas fritas en el instituto. Mercedes organiza una protesta estudiantil y tapa el caño de escape del coche de Sue con patatas fritas, causando un daño de $17.000 dólares. La iniciativa de Sue se hace popular entre los padres de los alumnos logrando que su nombramiento interino como directora quede permanente. Holly se siente fuera de lugar como profesora, al haber incentivado el comportamiento de Mercedes. Ella confiesa que antes era una profesora fija hasta que una estudiante (Lindsay Sims-Lewis) le dio un puñetazo en la cara, lo que la llevó a su enfoque didáctico más relajado. 
Terri se presenta sorpresivamente en casa de Will mientras él está hablando con Holly y se enoja por la presencia de ésta. Will le pide que se aleje, diciéndole que su reencuentro reciente fue un error. Así concluye su relación para siempre.
Kurt se enfrenta a Mercedes, le dice que ella sustituye los alimentos por el amor y la amistad por una relación romántica. Mercedes está de acuerdo en hablar con Anthony, el estudiante que Kurt le presentó. Kurt es abordado por el matón de la escuela Dave Karofsky (Max Adler), quien amenaza con matarlo si Kurt revela su homosexualidad.
Ante la insistencia de los miembros del coro, Sue vuelve a aceptar a Will y él sugiere una actuación de «Singin'in the Rain», pero pide ayuda a Holly para modernizarlo, lo que resulta en un popurri con el tema «Umbrella» de Rihanna.

## Producción

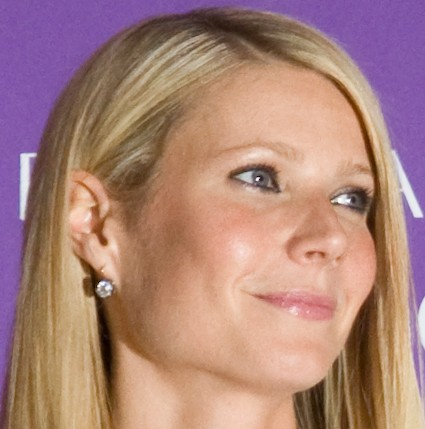
El papel de Holly Holliday fue creado específicamente para Gwyneth Paltrow (en la foto).

Paltrow marcó su primera actuación en un episodio de la serie Glee. El papel de Holly fue creado para ella por el creador de la serie, Ryan Murphy, un amigo personal, quien le sugirió que su escaparate vocal y el talento en el baile deberían ser aprovechados al máximo: “Paltrow es una cantante de música country”. En el momento de anunciar su lanzamiento en septiembre de 2010, la BBC informó que iba a aparecer en dos episodios de la serie. Kristin dos Santos de E! Online afirmó que Holly serviría como un interés amoroso de Will,  Murphy después confirmó que la aparición de Holly crearía un cuadrángulo amoroso entre ella, Will, Emma Pillsbury (Jayma Mays) y su novio Carl Howell (John Stamos). Sin embargo, Fancast informó más tarde que la aparición de Paltrow se había reducido a un solo episodio, y que ni Mays ni Stamos aparecerían en «The Substitute». Posterior a la emisión, Murphy declaró que tanto él como Paltrow esperaban que volviera a aparecer en Glee de nuevo en el futuro, en función de la historia correcta. En diciembre de 2010, Paltrow confirmó que volvería a la serie en otro episodio en una fecha posterior, y en enero de 2011, Murphy confirmó su reaparición, esta vez como profesora de educación sexual, en escenas previstas para los episodios 15 y 16.
«The Substitute» incluye una secuencia de fantasía en la que Will alucina con los miembros del coro como niños de jardín de infantes. Los niños actores fueron contratados para retratar a los personajes más jóvenes, incluyendo a Jake Vaughn y Lauren Boles como unos pequeños Finn y Rachel. El episodio también cuenta con el regreso de Jessalyn Gilsig, después de una ausencia que abarcan varios episodios. La actriz siente que la enfermedad de Will permitió ver a la pareja con sus defensas bajas por primera vez y que la adición de Holly puso de relieve una doble moral en su relación. Explicó que si bien Terri no es "la persona más agradable", es por lo menos fiel a su voluntad, mientras que él tiene "un ojo desviado" y trata mal a Terri en el episodio.
El episodio cuenta con versiones de seis canciones, Paltrow realiza cuatro, que grabó en una sola tarde. Sus números incluyen «Conjunción Junction» de Schoolhouse Rock!, y una versión limpia de Cee-Lo Green de «Fuck You!» titulada «Forget You». Los productores consideraron a Paltrow para cantar una canción de Coldplay pero decidieron guardar el trabajo de la banda para un episodio posterior. Morrison y Shum Jr. promulgaron una recreación fotograma a fotograma de «Make 'Em Laugh» de la película musical Singin' in the Rain. Paltrow y Lea Michele hicieron un dúo de «Nowadays/Hot Honey Rag» del musical Chicago, y el coro con Morrison y Gwyneth realizaron un mash-up de «Singin 'in the Rain» con «Umbrella» de Rihanna y Jay-Z. La puesta en escena de «Singin' in the Rain/Umbrella» requirió al elenco pasar doce horas filmando en un tanque de agua.

## Música

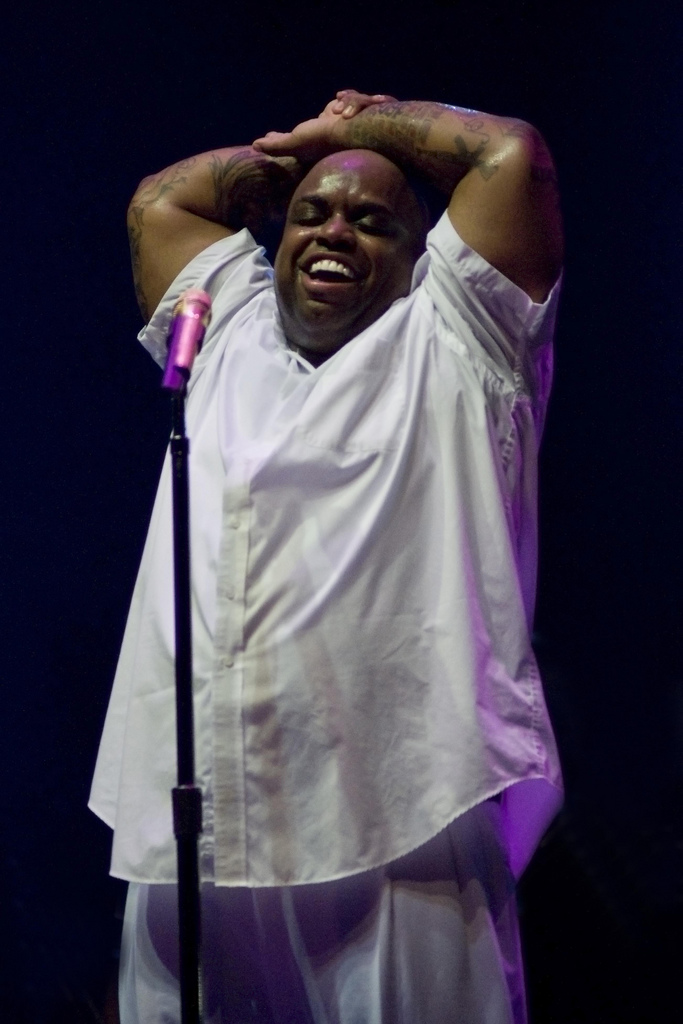
Cee-Lo Green (en la foto) expresó su aprobación sobre la versión que Paltrow interpretó de su canción «Forget You».

Las actuaciones musicales recibieron críticas mixtas. Antonio Benigno del Daily News calificó «Conjunction Junction» con una «A», teniendo en cuenta que normalmente se habría negado a revisarlo debido a su corta duración, pero señaló que «aunque dure diez segundos, fue gloriosa». Benigno y Poniewozik criticaron el saneamiento de «Forget You», resultando inferior a la versión original, mas la voz de Paltrow fue calificada con una «A». Erica Futterman de la revista Rolling Stone sintió que la censura de la canción no afecta negativamente a su éxito y consideró la interpretación de Paltrow «encantadora y descarada». Megan Vick de la revista Billboard lo describió como «el número más excitante» del episodio. Stack fue más allá en su alabanza, dándole una clasificación de «A+» y la alabó como «una de las actuaciones de Glee más memorable y llena de energía», gracias en parte a Paltrow. Cee lo Green dijo a MTV que se sentía halagado por la interpretación, sobre todo porque no estaba al tanto de que Paltrow la realizaría a la hora de conceder autorización a Glee. Él llamó a su rendimiento «grande», comentando que no había sido consciente de que era una cantante realizada.
Todas las canciones interpretadas, con la excepción de «Conjunction Junction», fueron lanzadas como sencillos, disponibles para su descarga digital,. y «Forget You» aparece en la banda sonora del álbum Glee: The Music, Volume 4. «Forget You» y «Singin' in the Rain/Umbrella» fueron exitosas tanto en la lista Billboard Hot 100, como internacionalmente. La primera llegó a la undécima posición en lista de éxitos de Estados Unidos, a la duodécima en Canadá, y a la décima en Irlanda. El tema original de Cee-Lo Green entró en los diez primeros puestos de la lista Hot 100 por primera vez después de que el reparto de Glee realizara su versión, con un aumento de las ventas de un 94% en una semana.
Las interpretaciones fueron las siguientes:
- Singin' In The Rain/Umbrella de Gene Kelly/Rihanna feat. Jay-Z interpretada por Will Schuester, New Directions y Holly Holiday.
- Nowadays/Hot Honey Rag del musical Chicago interpretada por Holly Holiday y Rachel Berry.
- Forget You de Cee Lo Green interpretada por Holly Holiday y New Directions.
- Make 'Em Laugh de Donald O'Connor interpretada por Will Schuester.

## Recepción

### Audiencia
Durante su emisión original, «The Substitute» fue visto por 11,7 millones de espectadores en Estados Unidos, con una cuota de pantalla de 5/14 en la franja demográfica 18-49. Por lo que fue el programa más visto de la noche entre adultos de 18 a 49 años. En el ranking semanal, las clasificaciones de audiencia aumentaron desde el episodio anterior, «Never Been Kissed», que fue visto por 10.990.000 espectadores y obtuvo una cuota de 4,6/13. En Canadá, la audiencia también ha mejorado después de "Never Been Kissed", con " The Substitute" obtuvo 2.290.000 espectadores y ocupó el noveno lugar de la semana, hacia arriba de 1,97 millones y una doceava parte por el episodio anterior. En Australia, el episodio atrajo 1.060.000 espectadores, por lo que Glee fue el séptimo espectáculo más visto de la noche, y el décimo noveno de la semana.

### Crítica
El episodio recibió críticas mixtas de los críticos. Aly Semigran de MTV, Robert Canning de IGN y Tim Stack de Entertainment Weekly consideraron que fue uno de los mejores episodios de la temporada, con la nota de Canning de que fue "increíble", obteniendo 9.5 de 10. Semigran señalo que contenía todos los "mejores elementos" de la serie: sorprendentes números musicales, con el equilibrio adecuado de las lecciones del humor y la vida”. Todd VanDerWerff de A.V. Club dijo que era una mejora en los últimos dos episodios, escribiendo que fue realmente buena. "The Substitute" demostró que Glee no ha sido totalmente absorbido por su propia prédica. James Poniewozik de Time consideró que se trataba de un episodio moderado, relativamente mediocre, que contenía "una colección de pequeños buenos momentos". Brett Berk de Vanity Fair criticó el enfoque de colocar a los personajes adultos a expensas de los adolescentes y el desprecio por seguir líneas de complot, a favor de un cameo de celebridades, pero concluyó que "a pesar de todo eso, algunas de ellas agradaron por su trabajo." La Alianza Nacional sobre Enfermedades Mentales (National Alliance on Mental Illness - NAMI) se ofendió por este episodio, que afirmó: "se burló y trivializa el trastorno bipolar" durante la escena de historia que realizó Paltrow, en la que los juegos de rol como Mary Todd Lincoln, NAMI animó a la gente para contactar con Murphy y Fox TV para transmitir su decepción con la escena.
Paltrow atrajo elogios de la crítica. Tanto Stack y Kristin dos Santos de E! Online calificaron como una de las mejores actuaciones, dos Santos indicó que Holly recibió alguna de las mejores frases de la historia de Glee. VanDerWerff disfrutó de su papel, escribió que Holly inyecta un sentido sin esfuerzo de la diversión. Ken Tucker de Entertainment Weekly elogió a Paltrow por ser una de las estrellas invitadas en realizar un buen trabajo junto a Sue, y escribió que sus escenas de clase hicieron al episodio "aquella en la que la estrella invitada tanto se destacó y maleo con el elenco". Meghan Brown de The Atlantic Monthly comentó que Paltrow "trajo una enorme chispa para lo que podría haber sido una función de una sola nota", y su coautor del The Atlantic Monthly, Kevin Fallon escribió que su rendimiento energético guardando un episodio que pudo haber sido "un caos sin su presencia". Canning indicó que Paltrow podría haber sido una distracción, pero que en cambio se ajustó a la función "sin problemas". Lisa Respers de CNNFrancia dijo que en relación con su desempeño, fue favorable en comparación con el cameo de Britney Spears en el episodio “Britney/Brittany”. Varios críticos dijeron que disfrutaron de la apariencia de Paltrow a pesar de experimentar inquietud al respecto antes de la emisión. Berk encontró su actuación sorprendentemente grande, y Poniewozik también expresó su sorpresa por su actuación, indicando que, si bien su casting fue un poco distractor, fue capaz de hacer de Holly un personaje simpático. Jen Chaney de The Washington Post recomendó una larga "moratoria" en la crítica de Internet de Paltrow, lo que sugiere que con su aparición en Glee, la "misión de encantar al público estadounidense pudo ser completada".
Los críticos se dividieron respecto a Schuester, Semigran y Poniewozik disfrutaron la caracterización de Will. Poniewozik comentó que volvió a su "identidad humana", después de una temporada durante el cual su comportamiento había sido errático y poco confiable. En contraste, VanDerWerff criticó haciendo caso omiso a la culpabilidad de Will en la ruptura de su matrimonio, y expresó su descontento por su caracterización incompatible, considerando como uno de los mayores problemas de la temporada. Stack comentó negativamente el rendimiento de Terri, haciéndola indeseable e innecesaria, además dijo que Glee ya tiene un villano, Sue.
La historia de Mercedes también fue objeto de críticas, Fallon se sintió ofendida por ser el único personaje negro de Glee con sobrepeso que se convierte en una "adicta a las papas, y a las frituras". Ambos Berk y Stack comentaron que mientras esperaban que Mercedes recibiera una historia importante, no querían que se centrarán sobre cuestiones de su peso. Semigran llamó "un lugar disponible", pero sentenció la "estupidez y la frivolidad" con la que se presentó. Respers señaló que no le importaba la historia en sí, pero no le gustaba Kurt dando sermones a su supuesta mejor amiga. VanDerWerff consideró que la trama de los Tots fue "uno de los elementos demasiados" en lo que podría haber sido una "historia emocional muy potente", aunque elogió la actuación de Colfer y Riley. Stack apreció la cena con Blaine, la cual le resultó representativa de lo que le gusta de la serie, y comentó: “La semana pasada, la sexualidad de Kurt fue el argumento emocional central del episodio, y esta semana se jugó para las risas el personaje de Kurt quien tiene que caminar por esa fina línea”. Fue un modelo a seguir y llegó a ser demasiado santo, creo que los escritores se desplazan por la cuerda floja bastante, bastante bien."